# 捷涅特尼基
49°13′49″N 24°32′10″E / 49.23028°N 24.53611°E
捷涅特尼基（烏克蘭語：Тенетники），是烏克蘭西部的村莊，隸屬伊萬諾-弗蘭科夫斯克州的伊萬諾-弗蘭科夫斯克區。該村面積16.84平方公里，2001年人口504，人口密度每平方公里29.93人。